# Egyszer volt… az ember
Az Egyszer volt… az ember (eredeti cím: Il était une fois… l'homme) francia televíziós rajzfilmsorozat, amelyet Albert Barillé írt és rendezett. Franciaországban 1978 és 1979 között az FR3 vetítette. A Magyar Televízió 1983 nyarán sugározta először. Az Egyszer volt... sorozatok legelső évada, amely bemutatja az emberiség történetét, a Földön megjelenő élet első formáitól kezdve egészen napjainkig. A nézőknek kalandos időutazásban lesz része, amelyből elődeink tapasztalatai alapján megérthetjük jelenünket is.
Minden részben ugyanazokkal a szereplőkkel találkozhatunk és végigkövethetjük mi jellemezte az életüket, illetve hogyan vették fel a harcot az adott korszakok nehézségeivel.
A rajzfilm főcímdala J.S. Bach D-moll toccata és fúga című alkotásának egy 
részlete.

## Epizódok
| #   | Magyar cím                        | Francia cím                    | Időszámítás                      | Vetítés       |
| --- | --------------------------------- | ------------------------------ | -------------------------------- | ------------- |
| 1.  | ...és lőn a Föld!                 | Et la Terre… fut               | i. e. 5 milliárd – i. e. 700 000 | 1978. 09. 30. |
| 2.  | A Neandervölgyi ember             | L'Homme du Néanderthal         | i. e. 700 000 – i. e. 35 000     | 1978. 10. 07. |
| 3.  | A Cro-magnoni ember               | Le Cro-Magnon                  | i. e. 35 000 – i. e. 8000        | 1978. 10. 14. |
| 4.  | A termékeny völgyek               | Les Vallées fertiles           | i. e. 8300 – i. e. 2000          | 1978. 10. 21. |
| 5.  | Az első birodalmak                | Les Premiers Empires           | i. e. 2350 – i. e. 331           | 1978. 10. 28. |
| 6.  | Periklész százada                 | Le Siècle de Périclès          | i. e. 1450 – i. e. 31            | 1978. 11. 04. |
| 7.  | A római béke                      | Pax Romana                     | i. e. 753 – i. sz. 476           | 1978. 11. 11. |
| 8.  | Az iszlám hódításai               | Les Conquêtes de l'islam       | 489 – 762                        | 1978. 11. 18. |
| 9.  | A karolingok                      | Les Carolingiens               | 771 – 877                        | 1978. 11. 25. |
| 10. | A vikingek kora                   | L'Âge des Vikings              | 793 – 1066                       | 1978. 12. 02. |
| 11. | Katedrális építők                 | Les Bâtisseurs de cathédrales  | 999 – 1291                       | 1978. 12. 09. |
| 12. | Marco Polo utazásai               | Les Voyages de Marco Polo      | 1260 – 1295                      | 1978. 12. 16. |
| 13. | A százéves háború                 | La Guerre de Cent Ans          | 1337 – 1453                      | 1978. 12. 23. |
| 14. | A quattrocento                    | Le Quattrocento                | 1404 – 1499                      | 1978. 12. 30. |
| 15. | A spanyol aranyszázad             | Le Siècle d'or espagnol        | 1492 – 1659                      | 1979. 01. 06. |
| 16. | Erzsébet Angliája                 | L'Angleterre d'Élisabeth       | 1545 – 1653                      | 1979. 01. 13. |
| 17. | Az Egyesült tartományok aranykora | L'Âge d'or des Provinces-Unies | 1579 – 1672                      | 1979. 01. 20. |
| 18. | XIV. Lajos nagy százada           | Le Grand Siècle de Louis XIV   | 1614 – 1715                      | 1979. 01. 27. |
| 19. | Nagy Péter és kora                | Pierre le Grand et son époque  | 1552 – 1725                      | 1979. 02. 03. |
| 20. | A fény százada                    | Le Siècle des Lumières         | 1701 – 1765                      | 1979. 03. 03. |
| 21. | Amerika                           | L'Amérique                     | 1765 – 1867                      | 1979. 03. 10. |
| 22. | A francia forradalom              | La Révolution française        | 1789 – 1808                      | 1979. 03. 17. |
| 23. | Népek tavasza                     | Le Printemps des peuples       | 1814 – 1861                      | 1979. 03. 24. |
| 24. | Azok a boldog békeidők            | Ah, la belle époque            | 1869 – 1919                      | 1979. 03. 31. |
| 25. | A bolond évek                     | Les Années folles              | 1918 – 1945                      | 1979. 04. 07. |
| 26. | Egyszer volt... a Föld            | Il était une fois… la Terre    | 1945 – napjainkig                | 1979. 04. 14. |

## Szereplők
| Szereplő | Szereplő        | Magyar hang                                  | Magyar hang                     | Francia hang         | Leírás                                                                        |
| Szereplő | Szereplő        | 1. magyar változat (MTV1, 1983)              | 2. magyar változat (MTV2, 1995) | Francia hang         | Leírás                                                                        |
| -------- | --------------- | -------------------------------------------- | ------------------------------- | -------------------- | ----------------------------------------------------------------------------- |
| Mester   | Maestro         | Szabó Ottó                                   | Szabó Ottó                      | Roger Carel          | A gyerekek tanító mestere.                                                    |
| Péter    | Pierre          | Fazekas István                               | Sinkovits-Vitay András          | Roger Carel          | A barna hajú férfi, Peti és Pircsi apja, Piroska férje, Dagi barátja.         |
| Dagi     | le Gros         | Koroknay Géza                                | Kocsis György                   | Yves Barsacq         | A vörös hajú, nagydarab férfi, Kis dagi apja, Péter barátja.                  |
| Peti     | Pierrot         | Kóti Kati                                    | Bolba Tamás                     | Oliver Destrez       | A barna hajú kisfiú, Piroska és Péter fia, Pircsi testvére, Kis dagi barátja. |
| Kis dagi | Jumbo           | Czigány Judit (1. hang) Magda Gabi (2. hang) | Bartucz Attila                  | Yves Barsacq         | A vörös hajú, kövér kisfiú, Dagi fia, Peti barátja.                           |
| Pircsi   | Petite Pierette | N/A                                          | Haffner Anikó                   | Marie-Laure Beneston | A szőke hajú kislány, Piroska és Péter lánya, Peti testvére.                  |
| Piroska  | Pierette        | Detre Annamária                              | Jani Ildikó                     | Marie-Laure Beneston | A szőkésbarna hajú nő, Péter felesége, Peti és Pircsi anyja.                  |
| Szurtos  | le Teigneux     | Surányi Imre                                 | Beregi Péter                    | Sady Rebbot          | A barna hajú, nagy virsliorrú férfi.                                          |
| Pöttöm   | le Nabot        | Földessy Margit                              | Tahi József                     | Patrick Préjean      | A vörös hajú, nagy virsliorrú férfi.                                          |
| Narrátor | ?               | Szersén Gyula                                | Bozai József                    | N/A                  | –                                                                             |

- További magyar hangok (2. magyar változat epizódjaiban): Biró Anikó, Felföldi László, Hankó Attila (Kockafejek elnöke), Jakab Csaba (Marco Polo), Minárovits Péter (ifj. Marco Polo), Perlaki István, Rosta Sándor, Rubold Ödön (Francis Drake)
- További magyar hangok (2. magyar változatban): Bardóczy Attila, Breyer Zoltán, Csuha Lajos, F. Nagy Zoltán, Fabó Györgyi, Haffner Anikó, Kárpáti Tibor, Németh Gábor, Rudas István, Sörös Sándor, Urbán Andrea, Uri István, Varga Tamás, Végh Ferenc